# Ботус гвінейський
Ботус гвінейський (Bothus guibei) — вид камбалоподібних риб родини Ботові (Bothidae).

## Опис
Тіло сягає 28,6 см завдовжки.

## Поширення
Ботус гвінейський зустрічається в узбережних водах острова Біоко (Екваторіальна Гвінея).